# 아리랑 (1974년 영화)
아리랑은 1974년 공개된 대한민국의 영화이다.

## 배역
- 신성일
- 박지영
- 허장강
- 이수진
- 김무영
- 김남일
- 윤양하
- 사미자
- 최성
- 김뻑국
- 전숙
- 송일근